# Rossella Franchini Sherifis
Rossella Franchini Sherifis é uma diplomata italiana. Foi embaixadora no Luxemburgo
Em 2007 trabalhou na agenda do Grupo dos Oito. Ela foi também conselheira da União Europeia e na Eslovénia.